# Cerapachys pawa
Cerapachys pawa é uma espécie de formiga do gênero Cerapachys.